# Gentryville
Gentryville är en kommun (town) i Spencer County i Indiana. Vid 2010 års folkräkning hade Gentryville 268 invånare.